# Noxx (Band)
Noxx ist eine Schweizer Mundartband aus dem Raum Basel. Mit dem Album Mimimi … hatten sie Anfang 2022 ihren ersten Charterfolg.

## Bandgeschichte
Ursprünglich war Noxx der Künstlername von Tamino Weggler. Er stammt aus Domat/Ems in Graubünden. In seiner Jugend machte er humoristische Gedichte und war Mitglied im heimischen Tambourenverein, wo er Trommel spielte. Während der Schulzeit in Chur war er auch als DJ tätig und beschäftigte sich mit Musikproduktion. 2014 ging er nach Basel, um Wirtschaftswissenschaften zu studieren. Nebenbei schrieb er eigene Songs und nahm sie fürs Internet auf. Er schrieb auch auf Hochdeutsch und Englisch, entschied sich aber Als Noxx veröffentlichte er ab 2017 eine Reihe von Solosingles und in den folgenden beiden Jahren je ein Album.
2019 tat er sich mit dem Schlagzeuger Marco Faseth zusammen und im Lauf eines Jahres baute er mit Gitarrist Timo Geiser, Bassist Keith Maguire, der aus Dublin stammt, und Keyboarderin Tamara Müller Noxx zu einer Band aus. Über eine Crowdfunding-Initiative begannen sie, 10'000 Franken für eine professionelle Albumproduktion zu sammeln. Wegen der COVID-19-Pandemie verzögerte sich die Fertigstellung um eineinhalb Jahre. Maskapflicht war im August 2021 die erste gemeinsame Singleveröffentlichung. Es folgten zwei weitere Singles und zu Beginn des folgenden Jahres erschien das Album Mimimi … Damit stiegen sie auf Anhieb auf Platz 2 der Schweizer Hitparade ein.

## Diskografie
Album
- Es halbs Kilo Songs (2018)
- Dörfs es bizli zviel sii? (2019)
- Mimimi … (2021)

Lieder
- Drei Matrosa (2017)
- Everything Comes from Nothing (2018)
- Ikaufa (2018)
- Vogel mit Höhenangst (2018)
- Still Young (2018)
- Feel the Groove (2018)
- Trolland Dumb (2018)
- Flow (2019)
- Aschiss-Song (2019)
- Z Leba übertriibts (2019)
- Maskapflicht (2021)
- Calanda isch Leba (2021)
- Ufschnitt (2021)